# Joseph Gastaldo
Pour les articles homonymes, voir Gastaldo.
Joseph Gastaldo dit Galibier, alias Garin, né le 30 décembre 1899 à Moûtiers (Savoie) et mort le 19 octobre 1955 à Besançon, est un dirigeant de la Résistance française.

## Biographie
Cavalier, Joseph Gastaldo est au front le 18 avril 1918 et termine la guerre avec une citation. De 1927 à 1931, il est en Syrie où il découvre sa vocation, le renseignement. À l'école de guerre, il fait la connaissance d'Henri Frenay. Parlant couramment allemand et tchèque, il est en poste à Prague en 1938.
En 1940, le capitaine Gastaldo commande un groupement tchèque qu'il réussit à faire embarquer pour la Grande-Bretagne. Lui-même passe en zone libre, dans l'armée de l'armistice. À Saint-Affrique, il organise une filière d'évasion. Muté à Bourg-en-Bresse comme chef du 2e bureau de l'état-major de la 7e région militaire, il prend contact avec Frenay à Lyon (novembre 1942). Bientôt, il devient chef du 2e bureau de l'état-major de l'Armée secrète.
Le 9 juin 1943, Joseph Gastaldo (sous la fausse identité de Garin, professeur) et un agent de liaison de Daniel Cordier, Jean-Louis Théobald dit Jean-Jacques Terrier, sont arrêtés non loin du métro La Pompe où ils avaient rendez-vous avec Charles Delestraint. Tous sont emprisonnés à Fresnes.
Le 9 mars 1944, Gastaldo, Delestraint et Émile Schwarzfeld sont déportés. Mis au camp du Struthof, Gastaldo est transporté à la prison de Brieg (Brzeg) en Pologne puis au KL Gross-Rosen. Le 8 février 1945, il saute du train en pays sudète pendant un transport vers Flossenburg. Marchant de nuit, il est repris, battu, et mis au camp de Reichenau où il est libéré par les armées alliées.
Il meurt en 1955.

## Reconnaissance
- En 2016, une plaque en son honneur est apposée sur le socle de la statue de la Liberté à Moûtiers[1].
- Une rue porte son nom à Bourg-en-Bresse.

## Distinctions
- Commandeur de la Légion d'honneur (28 février 1949)[2]
- Croix de guerre 1939-1945
- Médaille de la Résistance française avec rosette (11 mars 1947)[3]
- Médaille interalliée de la Victoire
- Médaille commémorative de Syrie-Cilicie
- Croix de guerre 1939-1945